# Міст Брігіттенауер
Міст Брігіттенауер — шестисмуговий автомобільний міст через Дунай у Відні. Крім того, він має пішохідні та велосипедні доріжки. Характерними рисами є червоний колір і спіралеподібні з'їзди на пішохідні та велосипедні доріжки..
Він з'єднує два віденських райони Брігіттенау і Флорідсдорф. Порівняно молодий міст був відкритий лише в 1982 році. Оскільки він був побудований до спорудження Дунайського острова, то частково був збудований на суходолі старої заплави. Лише після будівництва цієї частини було викопано русло Нового Дунаю, що призвело до значної економії коштів.

## Історія
Ще в 1920-х роках існували плани будівництва мосту через Дунай на рівні вулиці Іннштрассе.Тривалий час його неправильно називали Трайзенівським мостом, оскільки він був більш-менш продовженням Трайзенгассе. Після руйнування Рейхсбрюкке в 1976 році та його реконструкції міст Брігіттенауер був побудований як ще один міст через Дунай, оскільки він мав запобігти новим транспортним проблемам. Він також планувався як частина кільця внутрішньоміських автомагістралей (A20), завдяки чому підземна дорога вела б через Брігіттенау до Гюртеля, який був перетворений на автомагістраль. Потім кільце було б замкнене через частини автобанів A23 і A22. Крім того, до мосту планувалося з'єднати Північний автобан. Проєкт було скасовано через спротив населення, і сьогодні міст Брігіттенау є одним з найменш відвідуваних мостів через Дунай і здається трохи завеликим.
Церемонія закладання фундаменту відбулася 24 березня 1980 року, яку провів тодішній міський голова Гайнц Ніттель. Останній елемент конструкції було встановлено 10 листопада 1981 року, а 11 грудня будівництво було завершено.

## Використання
Спочатку міст Брігіттенау був частиною автостради A22 вздовж Дунаю. У 1997 році його статус був знижений до автоштрассе, в ході введення в Австрії віньєтки на проїзд по автостраді, щоб мостом можна було користуватися без віньєтки. Відтоді він має дорожнє позначення B14a

## Опис
Штромбрюкке, як називають частину над первісним Дунаєм, має довжину 355 метрів і ширину 32,25 метра. Загальна вага сталі становить 5 000 тонн. Довжина другого мосту, як називають другу частину, становить 275 метрів, а ширина — таку ж саму величину. На перетині автостради з автомагістраллю на набережній Дунаю з боку Флорідсдорфа він набуває трубчастої форми та має ширину 54 метри.
Міст спроєктований як сталевий, пандуси з попередньо напруженого бетону.

## Вебпосилання
- Donaubrücken in Wien; Geschichte, Konstruktion, Besonderheiten (Memento vom 7. September 2005 im Internet Archive)